# サルサ (ダンス)

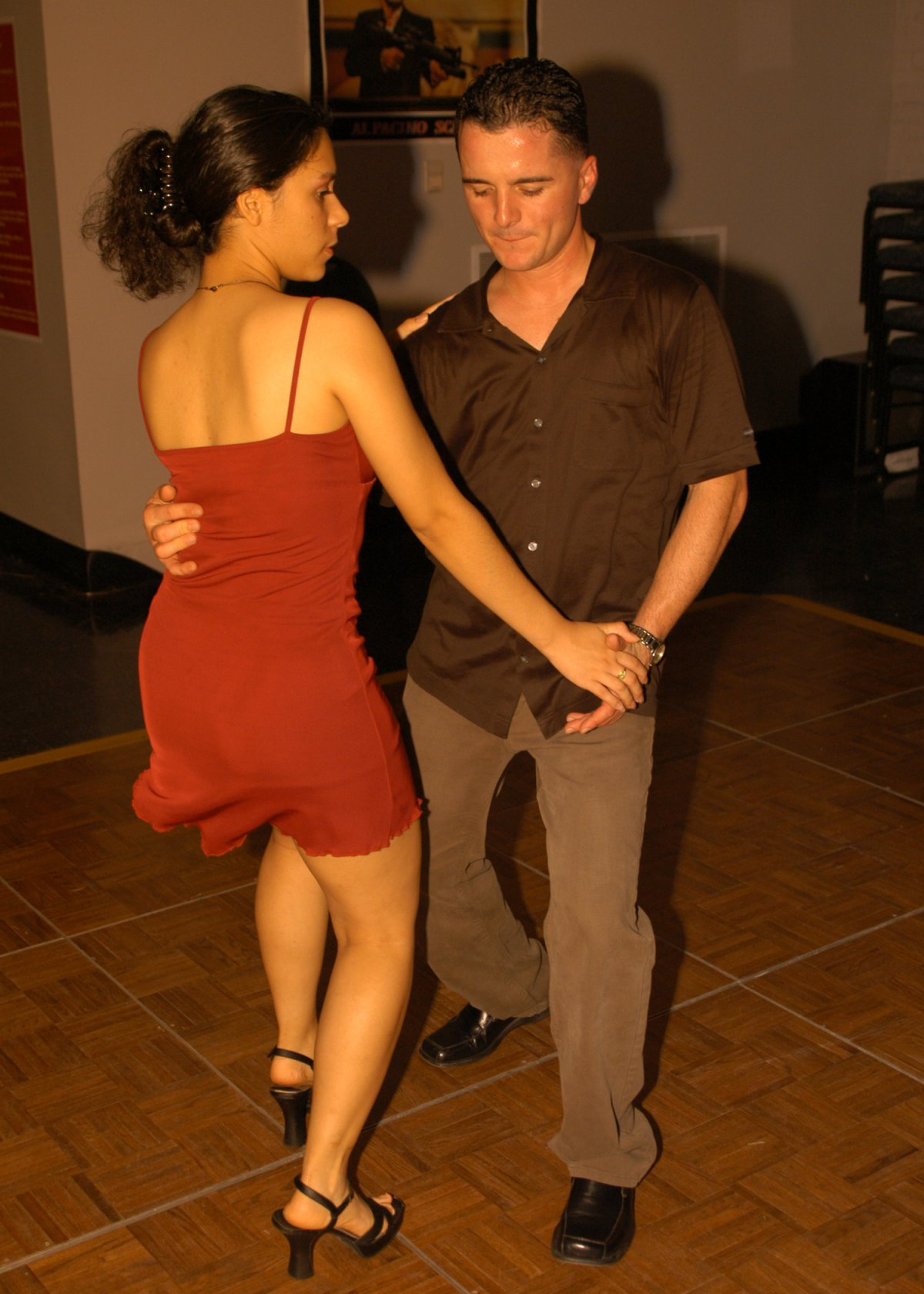
サルサを踊る男女

サルサ (Salsa) は1960年代後半にニューヨークのプエルトリコ移民が中心になり作られた比較的新しいペアダンス。サルサ音楽に合わせ、通常二人で踊る。サルサは男性が全ての動きを決める腰を使ったラテンダンスで、男女がペアで踊るダンスの中ではスピードも速いのが特徴である。

## ステップ
ベーシックステップは一般的に1小節で3歩である。（4/8拍子で第4拍と第8拍はステップを踏まない）
- ベーシックステップ
- クロスボディーリード

ライトターン
レフトターン

## スタイル
キューバンスタイル、プエルトリカンスタイル、 N.Y.(ON2)スタイル、カジノスタイル、L.A.(ON1)スタイル、コロンビアンスタイルなどの独自のスタイルが作り出されている。

## 映画
- サルサ!
- ダーティ・ダンシング
- ダンシング・ハバナ
- マイアミ・バイス
- エル・カンタンテ El Cantante （2007年）

カムバック